# Бахія Массунді
Бахія Массунді (фр. Bahia Massoundi; нар. 28 лютого 1976, Муцамуду, острів Анжуан, Комори) — коморський політичний і державний діяч, міністр пошти та електрозв'язку, розвитку нових інформаційно-комунікаційних технологій, транспорту і туризму Комор з 13 липня 2013 року. педагог.

## Біографія
Закінчивши Туліарський університет на Мадагаскарі. З 2001 по 2010 рік вчителювала. З 2011 по 2013 рік була представником з прав людини.
Президент Коморських Островів Ікілілу Дуанін у 2013 році призначив її міністром пошти та електрозв'язку, розвитку нових інформаційно-комунікаційних технологій, транспорту і туризму Коморських Островів. Працює на цій посаді до теперішнього часу.

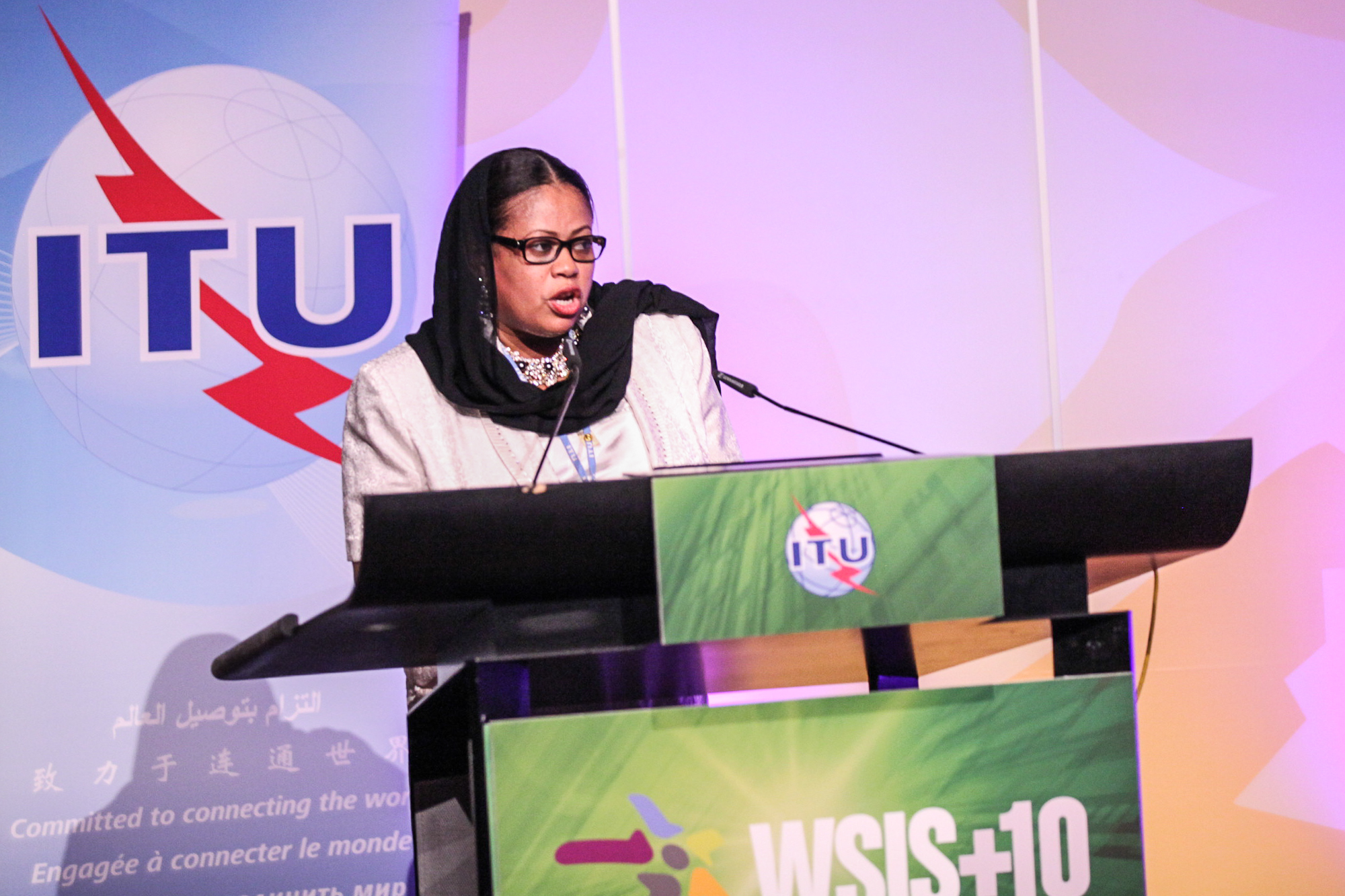
Бахія Массунді в 2014 р.